# In the Mood
"In the Mood" (en español: "De buen humor" o "En forma") es un gran éxito del género big band grabado por el músico Glenn Miller. Llegó a lo más alto en 1940 en los Estados Unidos y un año después fue presentado en la película Sun Valley Serenade.
En 1999, la NPR la incluyó la grabación de Glenn Miller en el sello RCA Bluebird como uno de "Los 100 más importantes trabajos musicales del siglo XX".

## Composición
"In the Mood" empieza con una sección de saxo basado en repetidos arpegios seguidos por trompetas y trombones que agregan riffs.

## Orígenes
"In The Mood" fue arreglado por Joe Garland y Andy Razaf basado en una melodía preexistente..

## Recepción
Aunque "In the Mood", de Glenn Miller sea un hit sin duda, representa una anomalía para los expertos en listas. "In the Mood" fue lanzado en el periodo inmediatamente posterior a la introducción de las listas de ventas por departamento por la revista Billboard. Pese a que lideró la Guía de los Récord de Ventas (lista jukebox) durante 13 semanas y se mantuvo en la lista Billboard por 30 semanas, nunca logró estar entre los top 15 en los papeles de las listas de música, que eran consideradas por muchos como la verdadera manera de medir el éxito de las canciones populares. El popular programa Your Hit Parade estableció esta canción en el noveno lugar como máximo, solo por una semana en 1940.
La grabación de Glenn Miller en RCA Bluebird, B-10416-A, fue llevada al Premio del Salón de la Fama de los Grammy en 1983, siendo uno de los temas musicales más populares del siglo XX. Formó parte de la canción de Los Beatles en el sencillo #1 "All You Need is Love" en 1967 y en 1989 en Jive Bunny and the Mastermixers en "Swing the Mood".

## Otras versiones
Ha sido grabada en versiones que no son del género Big Band entre otros por:
- The Andrews Sisters.
- Jerry Lee Lewis.
- Elsie Bayron y José Moro con Nicasio Tejada y su Orquesta, cambiándole el nombre a la canción por La locura de Jitterburg.
- Chet Atkins.
- Bill Haley & His Comets.
- Bad Manners.
- The Puppini Sisters.
- En 1959 por Ernie Fields
- En 1953 por Johnny Maddox
- En 1973 por Bette Midler.
- En 1974 por Ray Conniff
- En 1976 por Jonathan King.
- En 1984 por Crystal King para la película "MacArthur's Children" (瀬戸内少年野球団)
- En 1987 por Destruction en el álbum Release From Agony en la última canción "Survive to Die"
- Fue interpretado en vivo recientemente en un concierto de Ciro y los Persas en el estadio de Vélez el 9 de septiembre de 2023.

## Otros medios
- En el videojuego para arcade Gokujō Parodius.
- Forma parte de la novela de Stephen King de 2011 22/11/63.